# کریستینه مومهاردت
کریستینه مومهاردت (آلمانی: Christine Mummhardt؛ زادهٔ ۲۷ دسامبر ۱۹۵۱) بازیکن والیبال زن اهل آلمان بود.